# Castell de Girbeta
Castell de Girbeta är ett slott i Spanien.   Det ligger i provinsen Provincia de Huesca och regionen Aragonien, i den nordöstra delen av landet, 400 km nordost om huvudstaden Madrid. Castell de Girbeta ligger 654 meter över havet.
Terrängen runt Castell de Girbeta är huvudsakligen kuperad, men söderut är den bergig. Trakten runt Castell de Girbeta är nära nog obefolkad, med mindre än två invånare per kvadratkilometer. Närmaste större samhälle är Tremp, 18,5 km öster om Castell de Girbeta. 